# نیومی آلدرمن
نِیومی آلدرمن (انگلیسی: Naomi Alderman؛ زادهٔ ۱ ژانویهٔ ۱۹۷۴) نویسنده اهل بریتانیا و زادهٔ لندن است. آلدرمن در سال ۲۰۱۷ میلادی برای نوشتن کتاب «قدرت»، جایزه ادبیات داستانی زنان را از آن خود کرد.وی دانش آموختهٔ مدرک میان رشته‌ای "فلسفه،سیاست و اقتصاد" از کالج لینکُلن شهر آکسفورد است.
نیومی آلدرمن در سال ۲۰۰۷ میلادی جایزه سالِ نویسنده جوان روزنامه ساندی تایمز را از آن خود کرد و در سال ۲۰۱۲ میلادی فعالیتش را به عنوان استاد، در درس نویسندگی خلاق در دانشگاه باث اسپا شهر باث آغاز کرد.